# Наволок (Коми)
Наволок — деревня в Корткеросском районе республики Коми в составе сельского поселения Подъельск.

## География
Расположена на левобережье Вычегды примерно в 57 км по прямой на восток от районного центра села Корткерос.

## История
Официальная дата основания 1784 год. По другим данным упоминается с 1782 года. В 1859 году здесь проживало 167 человек, в 1926 172, в 1970 110, в 1989 48. В советское время работал совхоз «Подъельский».

## Население
Постоянное население  составляло 36 человека (коми 97%) в 2002 году, 27 в 2010 .